# Diocesi di Namur

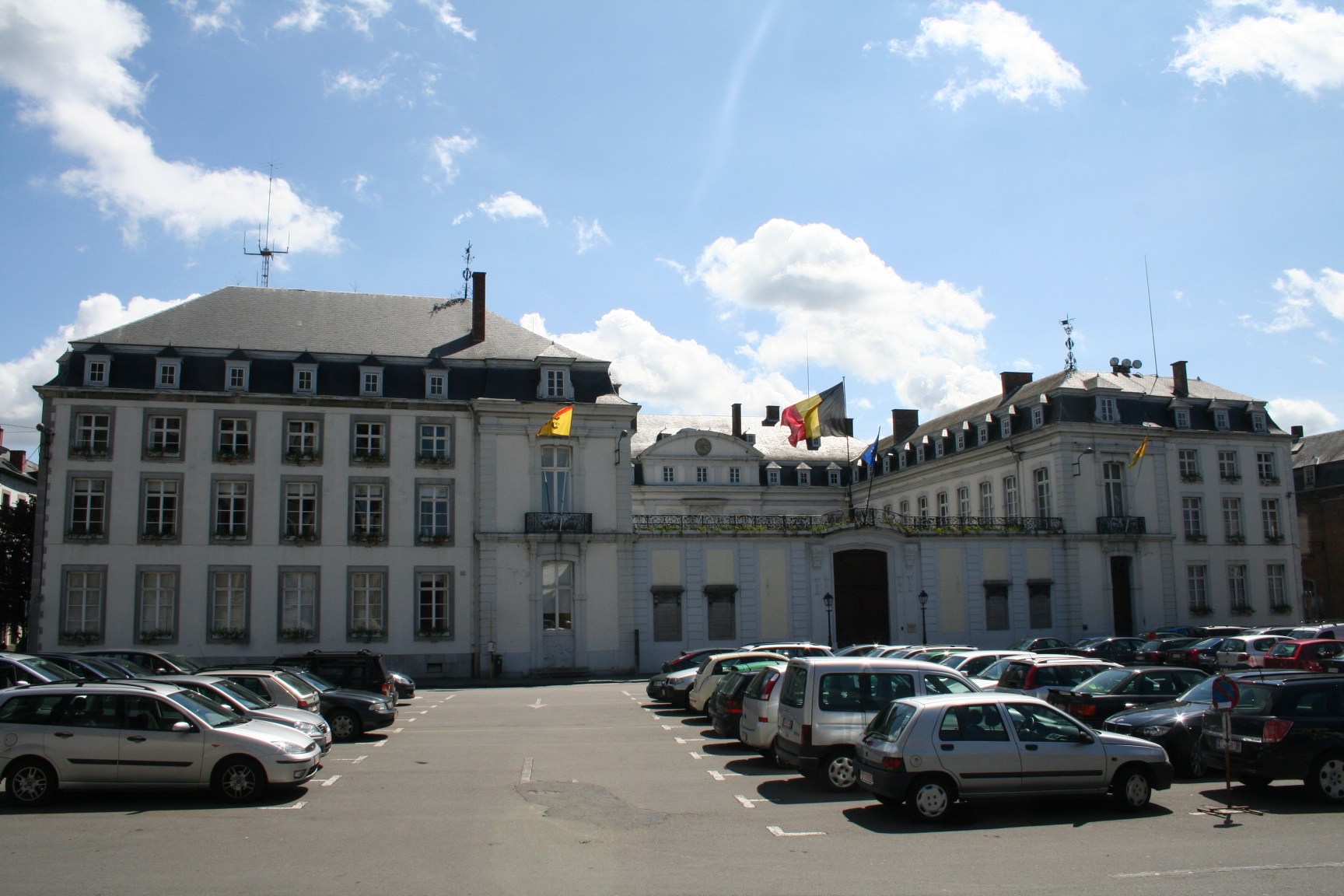
L'antico palazzo episcopale di Namur, confiscato durante la rivoluzione francese, è oggi sede della provincia di Namur.

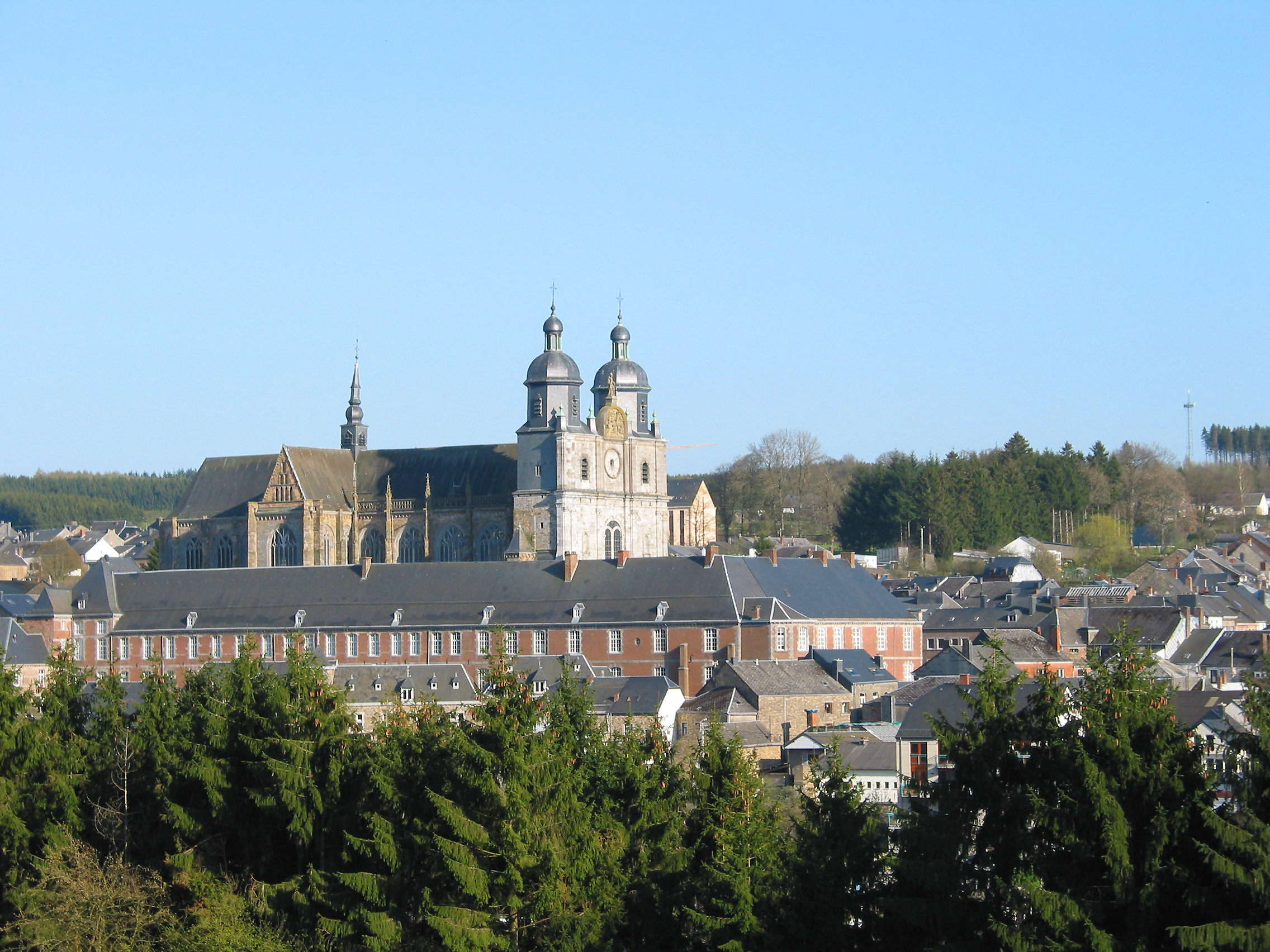
L'abbazia benedettina dei Santi Pietro e Paolo a Saint-Hubert, fondata nel VII secolo.

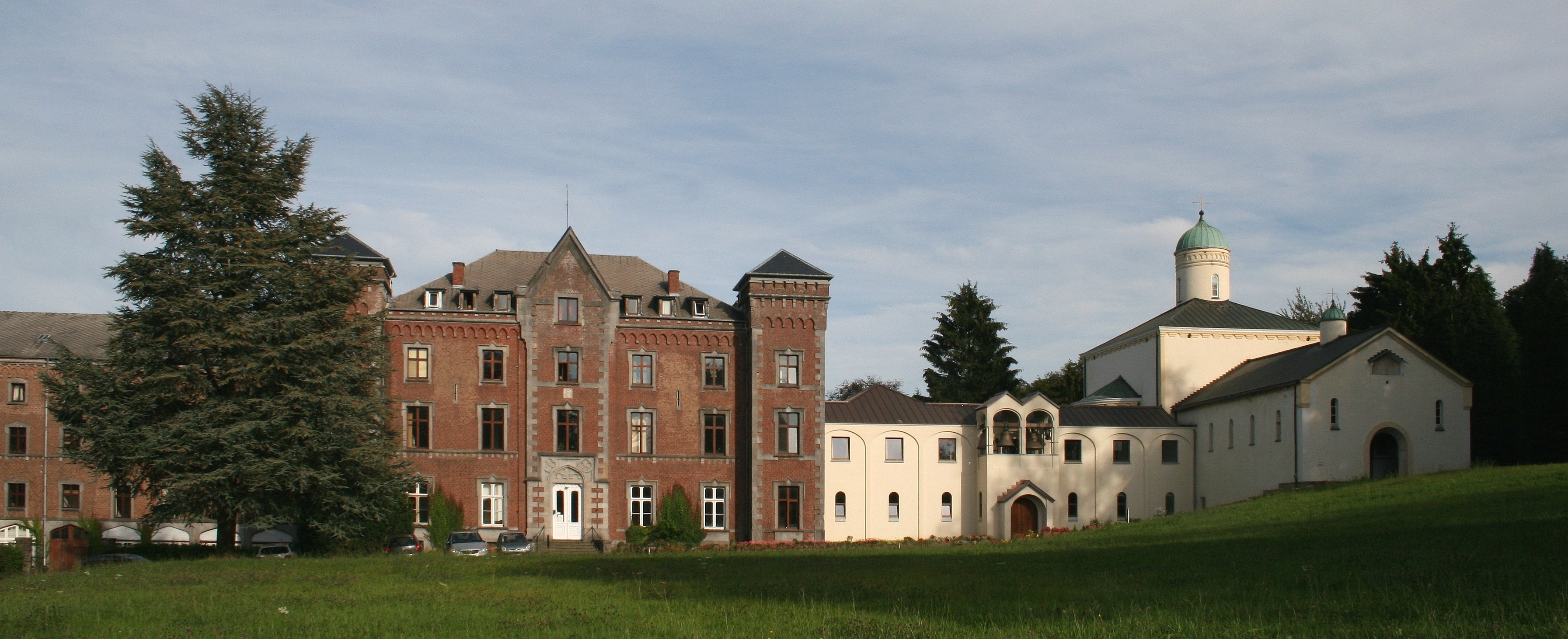
L'abbazia di Chevetogne.

La diocesi di Namur (in latino Dioecesis Namurcensis) è una sede della Chiesa cattolica in Belgio suffraganea dell'arcidiocesi di Malines-Bruxelles. Nel 2023 contava 514.000 battezzati su 796.228 abitanti. È retta dal vescovo Pierre Warin.

## Territorio
La diocesi di Namur è la più vasta, ma anche la meno popolata del Belgio. Comprende le province di Namur e di Lussemburgo, ed il suo territorio include alcuni dei posti più belli delle Ardenne e della valle della Mosa. Il relativo carattere rurale e turistico del territorio è quindi predominante.
Sede vescovile è la città di Namur, dove si trova la cattedrale di Sant'Albano. Nel territorio diocesano si trovano anche il santuario diocesano di Notre-Dame-de-Foy, e le basiliche minori di Notre Dame d'Orval, di Saint-Benoît di Maredsous, dei Santi Pietro e Paolo a Saint-Hubert, di San Materno (o di Notre-Dame) a Walcourt, e di Notre-Dame au Coeur d'Or a Beauraing. Inoltre la diocesi ospita anche l'abbazia di Chevetogne, importante centro di studi sull'ecumenismo nella Chiesa cattolica.
Il territorio diocesano si estende su 8.105 km² ed è articolato in otto regioni pastorali, trenta decanati e 727 parrocchie.

## Storia
Nel XVI secolo, per meglio contrastare la riforma protestante, nonché per risolvere annose questioni di carattere politico e linguistico, i Paesi Bassi e i Paesi Bassi del Sud subirono una sostanziale modifica della geografia ecclesiastica, che era rimasta immutata fin dall'epoca carolingia. Con la bolla Super universas del 12 maggio 1559, papa Paolo IV riorganizzò le circoscrizioni ecclesiastiche della regione ed istituì quattordici nuove diocesi, tra cui la diocesi di Namur, resa suffraganea dell'arcidiocesi di Malines.
L'11 marzo 1561, con la bolla Ex iniuncto nobis, papa Pio IV definì i confini della nuova diocesi, stabilì la suddivisione in decanati con le rispettive parrocchie e assegnò la dotazione per il mantenimento del vescovo. La nuova diocesi fu ricavata in larga parte dal territorio della diocesi di Liegi ed in minima parte, una quindicina di parrocchie, dalla diocesi di Cambrai.
Primo vescovo fu il domenicano Antoine Havet, che organizzò la nuova diocesi ed istituì il seminario diocesano nel 1569; l'odierno edificio, che accoglie gli studenti di teologia delle diocesi francofone del Belgio, fu edificato dal vescovo Jean Wachtendonck ed inaugurato nel 1656. Durante l'episcopato di Thomas de Strickland, tra il 1728 ed il 1732, fu costruito il nuovo palazzo episcopale, confiscato durante la rivoluzione francese e trasformato in sede per differenti amministrazioni pubbliche.
Il vescovo Paul de Berlo de Franc-Douaire dette avvio alla ricostruzione dell'antica cattedrale, edificata nell'XI secolo, ma divenuta troppo piccola per le esigenze di culto; la posa della prima pietra avvenne il 24 giugno 1751, e la consacrazione solenne della nuova cattedrale si celebrò il 20 settembre 1772 ad opera del vescovo Ferdinand-Marie de Lobkowitz.
Inizialmente suffraganea di Cambrai, in seguito al concordato con la bolla Qui Christi Domini di papa Pio VII del 29 novembre 1801 la diocesi di Namur divenne suffraganea di Malines. Con la medesima bolla, il territorio diocesano venne fatto coincidere con il dipartimento francese, oggi non più esistente, di Sambre-et-Meuse.
Il concordato fu contestato dal vicario capitolare Stevens, che da un rifugio segreto invitava il clero a disobbedire. Dopo l'elezione di un vescovo francese, alcuni sacerdoti si strinsero attorno a Stevens e si dissero stevenisti. Le dimissioni del vescovo nel 1803 non mutarono la situazione. Lo scisma durò fino al 1814.
Con un decreto della Santa Sede del 30 luglio 1823, fu unito alla diocesi tutto il Lussemburgo, che prima apparteneva alla diocesi di Metz. Il 2 giugno 1840, con la proclamazione dell'indipendenza del granducato di Lussemburgo, la diocesi cedette quel territorio a vantaggio dell'erezione dei vicariato apostolico del Lussemburgo, oggi arcidiocesi.
Con un altro decreto vaticano del 18 maggio 1842, che impose alcuni scambi di parrocchie fra le diocesi di Namur e di Liegi per far coincidere i loro territori con quelli delle province civili, la diocesi di Namur assunse quella fisionomia territoriale che conserva tutt'oggi.
Dal 1866 il diritto di elezione del vescovo, in precedenza privilegio del capitolo della cattedrale, fu riservato al papa.
Tra il 1932 ed il 1933, il villaggio di Beauraing fu interessato da apparizioni mariane, riconosciute ufficialmente dalla Santa Sede il 2 febbraio 1943. La vergine di Beauraing, conosciuta con il nome di Notre-Dame au Coeur d'Or, ricevette la visita di papa Giovanni Paolo II nel 1985.
Durante la seconda guerra mondiale, alcuni preti della diocesi entrarono nella resistenza; qualcuno fu messo a morte, altri vennero condannati alla prigionia. Tra questi si distinsero Joseph André, riconosciuto come giusto tra le nazioni nel 1967, e Arthur Georges, morto nel campo di prigionia di Siegburg nel 1944.

## Cronotassi dei vescovi
Si omettono i periodi di sede vacante non superiori ai 2 anni o non storicamente accertati.
- Antoine Havet, O.P. † (10 marzo 1561 - 30 novembre 1578 deceduto)
- François de Wallon-Capelle, O.F.M. † (11 gennaio 1580 - 17 febbraio 1592 deceduto)
- Jean Dave † (20 dicembre 1593 - 3 marzo 1595 deceduto)
- Jacques Blaes, O.F.M. † (14 aprile 1597 - 14 marzo 1601 nominato vescovo di Saint-Omer)
- François Buisseret † (3 dicembre 1601 - 9 febbraio 1615 nominato arcivescovo di Cambrai)
- Jean Dauvin † (16 settembre 1615 - 15 settembre 1629 deceduto)
- Engelbert des Bois † (18 marzo 1630 - 15 agosto 1651 deceduto)
- Jean Wachtendonck † (2 ottobre 1654 - 12 marzo 1668 nominato arcivescovo di Malines)
- Ignaas-August van Grobbendonck-Schetz † (1º aprile 1669 - 13 novembre 1679 nominato vescovo di Gand)
- Pierre van den Perre † (7 ottobre 1680 - 7 settembre 1695 deceduto)
- Ferdinand de Berlo de Brus † (11 novembre 1697 - 24 agosto 1725 deceduto)
- Thomas John Francis de Strickland de Sizorghe † (20 gennaio 1727 - 14 gennaio 1740 deceduto)
- Paul Godefroid de Berlo de Franc-Douaire † (5 dicembre 1740 - 19 gennaio 1771)
- Ferdinand-Marie de Lobkowitz † (30 marzo 1772 - 20 settembre 1779 nominato vescovo di Gand)
- Albert Louis de Lichtervelde † (20 marzo 1780 - 18 ottobre 1796 deceduto)
- Claude de Bexon † (25 maggio 1802 - 15 settembre 1803 dimesso)
- Charles-François-Joseph Pisani de La Gaude † (28 maggio 1804 - 23 febbraio 1826 deceduto)
- Nicolas-Alexis Ondernard † (23 giugno 1828 - 25 marzo 1831 deceduto)
- Jean Arnold Barret † (15 aprile 1833 - 31 luglio 1835 deceduto)
- Nicolas-Joseph Dehesselle † (1º febbraio 1836 - 15 agosto 1865 deceduto)
- Victor-Auguste-Isidore Dechamps, C.SS.R. † (25 settembre 1865 - 20 dicembre 1867 nominato arcivescovo di Malines)
- Théodore-Joseph Gravez † (20 dicembre 1867 - 16 luglio 1883 deceduto)
- Pierre-Lambert Goossens † (16 luglio 1883 succeduto - 24 marzo 1884 nominato arcivescovo di Malines)
- Édouard-Joseph Belin † (27 marzo 1884 - 7 febbraio 1892 deceduto)
- Jean-Baptiste Decrolière † (11 luglio 1892 - 5 settembre 1899 deceduto)
- Thomas Louis Heylen, O.Praem. † (23 ottobre 1899 - 28 ottobre 1941 deceduto)
- André Marie Charue † (12 dicembre 1941 - 24 giugno 1974 ritirato)
- Robert-Joseph Mathen † (24 giugno 1974 succeduto - 7 febbraio 1991 dimesso)
- André-Mutien Léonard (7 febbraio 1991 - 18 gennaio 2010 nominato arcivescovo di Malines-Bruxelles)
- Rémy Victor Vancottem (31 maggio 2010 - 5 giugno 2019 ritirato)
- Pierre Warin, dal 5 giugno 2019

## Istituti religiosi presenti in diocesi
Nel 2013, contavano case in diocesi le seguenti comunità religiose:
Comunità maschili
- Agostiniani dell'Assunzione
- Benedettini della Congregazione dell'Annunziata
- Benedettini di Chevetogne
- Canonici regolari premostratensi
- Cistercensi della stretta osservanza
- Compagnia di Gesù
- Congregazione del Santissimo Redentore
- Fratelli della carità di Gent
- Fratelli delle scuole cristiane
- Fratelli maristi delle scuole
- Missionari d'Africa
- Missionari degli operai
- Missionari oblati di Maria Immacolata
- Ordine di Sant'Agostino
- Sacerdoti del Sacro Cuore di Gesù
- Società salesiana di San Giovanni Bosco

Comunità femminili
- Assistenti del sacerdozio
- Benedettine della Congregazione dell'Annunziata
- Carmelitane scalze
- Concezioniste francescane
- Congregazione del ritiro
- Figlie della carità di San Vincenzo de' Paoli
- Figlie di Maria Ausiliatrice

- Figlie di Maria di Pesche
- Clarisse
- Domenicane
- Orsoline di Onze-Lieve-Vrouw-Waver
- Piccole sorelle dei poveri
- Piccole suore dell'Assunzione
- Religiose dell'Assunzione
- Suore dei poveri di San Francesco
- Suore dell'infanzia di Gesù, di Gent
- Suore della carità di Namur
- Suore della carità di San Carlo
- Suore della dottrina cristiana
- Suore della Provvidenza di Sant'Andrea
- Suore della Provvidenza e dell'Immacolata Concezione
- Suore di carità di Gesù e Maria
- Suore di Nostra Signora di Namur
- Suore di San Carlo Borromeo, di Liegi
- Suore di Santa Maria di Namur
- Suore domenicane missionarie, di Namur
- Suore francescane missionarie di Maria
- Suore francescane ospedaliere di Santa Elisabetta
- Suore missionarie di Nostra Signora d'Africa
- Suore nere agostiniane di Termonde
- Trappiste

## Statistiche
La diocesi nel 2023 su una popolazione di 796.228 persone contava 514.000 battezzati, corrispondenti al 64,6% del totale.
| anno | popolazione | popolazione | popolazione | presbiteri | presbiteri | presbiteri | presbiteri                | diaconi | religiosi | religiosi | parrocchie |
| anno | battezzati  | totale      | %           | numero     | secolari   | regolari   | battezzati per presbitero | diaconi | uomini    | donne     | parrocchie |
| ---- | ----------- | ----------- | ----------- | ---------- | ---------- | ---------- | ------------------------- | ------- | --------- | --------- | ---------- |
| 1950 | 569.000     | 569.568     | 99,9        | 1.906      | 1.252      | 654        | 298                       |         | 1.202     | 3.380     | 731        |
| 1970 | 596.057     | 602.987     | 98,9        | 1.550      | 1.078      | 472        | 384                       | 1       | 919       | 2.553     | 738        |
| 1980 | 596.020     | 611.791     | 97,4        | 1.295      | 878        | 417        | 460                       | 22      | 766       | 2.055     | 742        |
| 1990 | 580.000     | 642.324     | 90,3        | 1.002      | 661        | 341        | 578                       | 36      | 666       | 1.533     | 742        |
| 1999 | 590.000     | 682.000     | 86,5        | 810        | 598        | 212        | 728                       | 53      | 402       | 872       | 742        |
| 2000 | 590.000     | 682.000     | 86,5        | 805        | 593        | 212        | 732                       | 52      | 403       | 872       | 742        |
| 2001 | 592.000     | 685.000     | 86,4        | 771        | 564        | 207        | 767                       | 51      | 394       | 857       | 732        |
| 2002 | 550.000     | 695.000     | 79,1        | 842        | 570        | 272        | 653                       | 55      | 452       | 857       | 742        |
| 2003 | 550.000     | 698.000     | 78,8        | 823        | 551        | 272        | 668                       | 57      | 452       | 921       | 742        |
| 2004 | 550.000     | 700.000     | 78,6        | 804        | 532        | 272        | 684                       | 58      | 448       | 921       | 742        |
| 2013 | 568.000     | 751.000     | 75,6        | 695        | 423        | 272        | 817                       | 66      | 446       | 536       | 743        |
| 2016 | 500.000     | 765.000     | 65,4        | 667        | 395        | 272        | 749                       | 59      | 446       | 536       | 743        |
| 2019 | 504.000     | 776.000     | 64,9        | 370        | 251        | 119        | 1.362                     | 56      | 205       | 536       | 743        |
| 2021 | 508.600     | 783.576     | 64,9        | 379        | 249        | 379        | 1.341                     | 49      | 169       | 356       | 730        |
| 2023 | 514.000     | 796.228     | 64,6        | 366        | 236        | 130        | 1.404                     | 53      | 171       | 332       | 727        |